# Ernst Ogris
Ernst Ogris (Bécs, 1967. december 9. – Bécs, 2017. március 29.) válogatott osztrák labdarúgó, csatár, edző. Andreas Ogris válogatott labdarúgó öccse.

## Pályafutása

### Klubcsapatban
1986 és 1988 között az Austria Wien, 1988 és 1990 között a VSE St. Pölten, 1990 és 1993 között az Admira Wacker labdarúgója volt.  1993 és 1995 között a német Hertha BSC csapatában szerepelt. 1995-ben visszatért az Admirához. 1997 és 2012 között számos alsóbb osztály osztrák csapatban szerepelt.

### A válogatottban
1991-ben egy alkalommal szerepelt az osztrák válogatottban és egy gólt szerzett.

### Edzőként
2006-tól edzőként is tevékenykedett. Alsóbb osztályú csapatok vezetőedzője volt 2017. március 29-én bekövetkezett haláláig.